# Lidor Cohen
Lidor Cohen (in ebraico לידור כהן‎?; Petah Tiqwa, 16 dicembre 1992) è un calciatore israeliano, centrocampista dell'Ironi K. Shmona.

## Carriera
Ha giocato nella massima serie dei campionati israeliano, georgiano e thailandese.

## Palmarès

### Club

#### Competizioni nazionali
- Liga Leumit: 2

Maccabi Petah Tiqwa: 2012-2013, 2019-2020